# 911 (Lied)
911 ist ein Lied der virtuellen britischen Band Gorillaz und der US-amerikanischen Rapgruppe D12, das sie zusammen mit dem britischen Sänger Terry Hall aufnahmen. Der Song wurde am 7. Dezember 2001 als Single aus dem Soundtrack zum Film Bad Company veröffentlicht.

## Hintergrund und Inhalt
| Liedteil   | Künstler                |
| 1. Strophe | Proof                   |
| 2. Strophe | Kuniva                  |
| Refrain    | Gorillaz und Terry Hall |
| 3. Strophe | Bizarre                 |
| 4. Strophe | Swifty McVay            |
| 5. Strophe | Kon Artis               |
| Bridge     | Terry Hall              |

911 wurde im September 2001 in London aufgenommen, als D12 von dort aufgrund der Terroranschläge am 11. September 2001 nicht direkt wieder in die Vereinigten Staaten reisen konnten. Damon Albarn, der Kopf der Gorillaz, lud die Gruppe in sein Studio ein, wo der Song entstand. D12-Mitglied Eminem ist nicht am Song beteiligt. Der Titel „911“ referenziert direkt auf das Datum der Terroranschläge.
Inhaltlich geht es um die weltweite Lage nach den Terroranschlägen, die von Gewalt, Misstrauen und Angst geprägt ist. So rappen D12 unter anderem über die Kriegspolitik der Vereinigten Staaten, Rassismus und Kriminalität, wobei sie insgesamt ein düsteres Bild einer gespaltenen Gesellschaft zeichnen. Trotz des negativen Grundtons heißt es am Ende in der von Terry Hall gesungenen Bridge, dass letztendlich alle zu einer gemeinsamen Menschheit gehören und daher zusammenhalten sollten.

“Now whether it’s Saddam or Bin Laden that’s been startin’ all this trouble for us

Creeping horrors, doing show after show, sleeping on the tour bus

We lost Aaliyah, lost our families, it takes no genius

You don’t need us to say the world is fucked up, y’all can see it”

## Produktion
Der Song wurde von den Gorillaz in Zusammenarbeit mit den Musikproduzenten Tom Girling und Jason Cox produziert. Als Autoren fungierten die Gorillaz und D12. Charakteristisch für die Musik ist die orientalische Melodie.

## Musikvideo
Zu 911 wurde ein 47-sekündiges Musikvideo im Comicstil veröffentlicht. Es zeigt die fünf beteiligten D12-Mitglieder, die der Kamera entgegenlaufen. Sie sind in Schwarz gekleidet und tragen jeweils eine rote 12 auf der Brust. Zudem sind Szenen aus den vorherigen Gorillaz-Videos Clint Eastwood und 19-2000 enthalten, bei denen der Hintergrund jeweils durch Flammen ersetzt wurde.

## Single
Am 7. Dezember 2001 wurde 911 als Single veröffentlicht, wobei es in einigen Ländern als Promo-Single erschien. Das Cover zeigt die fünf beteiligten D12-Mitglieder sowie die vier Gorillaz-Mitglieder als Comicfiguren vor orange-schwarzem Hintergrund. Rechts oben im Bild befinden sich die Schriftzüge Gorillaz + D12, feat. Terry Hall und „911“ in Schwarz auf weißem Grund. Eine Chartplatzierung gelang der Single nicht.